# Plecotus strelkovi
Plecotus strelkovi (Spitzenberger, 2006) è un pipistrello della famiglia dei Vespertilionidi diffuso nell'Asia centrale.

## Descrizione

### Dimensioni
Pipistrello di piccole dimensioni, con la lunghezza della testa e del corpo di 49,5 mm, la lunghezza dell'avambraccio tra 39,6 e 44,9 mm, la lunghezza della coda di 51 mm, la lunghezza delle orecchie di 40 mm e un peso fino a 9,5 g.

### Aspetto
La pelliccia è lunga ed arruffata. Le parti dorsali sono grigio-brunastre con un collare di peli biancastri, mentre le parti ventrali sono bianco-giallastre. La base dei peli è ovunque nerastra. Il muso è conico e scuro. Le orecchie sono enormi, ovali, marroni, unite sulla fronte da una sottile membrana cutanea. Il trago è lungo circa la metà del padiglione auricolare, affusolato e con l'estremità smussata. Le membrane alari sono marroni e semi-trasparenti. Le dita dei piedi sono densamente ricoperte di peli brunastri e munite di robusti artigli chiari. La coda è lunga ed inclusa completamente nell'ampio uropatagio.

## Biologia

### Alimentazione
Si nutre di insetti.

## Distribuzione e habitat
Questa specie è diffusa nella provincia cinese occidentale del Sinkiang, Afghanistan centrale, Iran, Kazakistan nord-orientale, Kirghizistan, Mongolia occidentale, Kirghizistan e Tagikistan.
Vive in zone semi-aride e montane.

## Conservazione
Questa specie, essendo stata scoperta solo recentemente, non è stata sottoposta ancora a nessun criterio di conservazione.